# Lutzomyia ovallesi
Lutzomyia ovallesi är en tvåvingeart som först beskrevs av Ortíz I. 1952.  Lutzomyia ovallesi ingår i släktet Lutzomyia och familjen fjärilsmyggor. Inga underarter finns listade i Catalogue of Life.